# 彭家庄站 (青岛市)
彭家庄站是青岛地铁4号线的地铁车站，位于中华人民共和国山东省青岛市崂山区枣山东路与辽阳东路交叉口西侧，于2022年12月26日开通。

## 车站结构
彭家庄站位于枣山东路与辽阳东路交叉口西侧，沿枣山东路设置，呈东西走向，为地下两层岛式站台车站，车站长195.4米，宽19.9米，车站地下一层为站厅层，地下二层为站台层，站台设置全高站台门。
| 地面              | 出入口 | B、C、D出入口                                                                                         |
| 地下一层          | 站厅   | 客服中心、自动售票机、验票机                                                                          |
| 地下二层          | 站台   | \| \| \| 4号线往人民会堂（张村） \| \| 島式 · 開左邊车门 \| \| \| \| \| \| 4号线往大河东（南宅科） \| |
|                   |        | 4号线往人民会堂（张村）                                                                               |
| 島式 · 開左邊车门 |        | |
|                   |        | 4号线往大河东（南宅科）                                                                               |

## 出入口
彭家庄站目前开放3个出入口，各出口及周围设施如下所示：
| 编号                | 指示         | 建议前往的目的地           | 图片 |
| ------------------- | ------------ | -------------------------- | ---- |
| B · 出口            | 枣山东路(北) | 恩马墅院，金盾加油站       |      |
| C · 出口 · （设有） | 枣山东路(南) | 青岛合汇混凝土工程有限公司 |      |
| D · 出口            | 枣山东路(南) | 新艺林景观                 |      |
| 图例： 设有         |              |                            |      |

## 接驳交通

### 公交车
- 彭家庄地铁站：384路，611路
- 营房：114路

## 车站历史
本站工程名为李宅路站，公示站名为营房站，正式站名为彭家庄站，以车站所处的彭家庄社区命名。
- 2019年12月20日，车站主体结构封顶[2]。
- 2022年12月26日，车站随4号线通车开通[1]。